# Huarong (häradshuvudort i Kina, Hubei Sheng, lat 30,53, long 114,73)
Huarong är en häradshuvudort i Kina. Den ligger i provinsen Hubei, i den centrala delen av landet, omkring 43 kilometer öster om provinshuvudstaden Wuhan. Antalet invånare är 58 401. Befolkningen består av 27 864 kvinnor och 30 537 män. Barn under 15 år utgör 14,0 %, vuxna 15-64 år 76 %, och äldre över 65 år 8,0 %.
Runt Huarong är det tätbefolkat, med 790 invånare per kvadratkilometer. Närmaste större samhälle är Huanggang, 15,9 km sydost om Huarong. Trakten runt Huarong består till största delen av jordbruksmark.
Genomsnittlig årsnederbörd är 1 805 millimeter. Den regnigaste månaden är maj, med i genomsnitt 269 mm nederbörd, och den torraste är december, med 35 mm nederbörd.